# Hexatoma murudensis
Hexatoma murudensis är en tvåvingeart som först beskrevs av Edwards 1926.  Hexatoma murudensis ingår i släktet Hexatoma och familjen småharkrankar. Inga underarter finns listade i Catalogue of Life.